# Liste von Kraftwerken in Marokko
Die Kraftwerke in Marokko werden sowohl auf einer Karte als auch in Tabellen (mit Kennzahlen) dargestellt. Die Liste ist nicht vollständig.

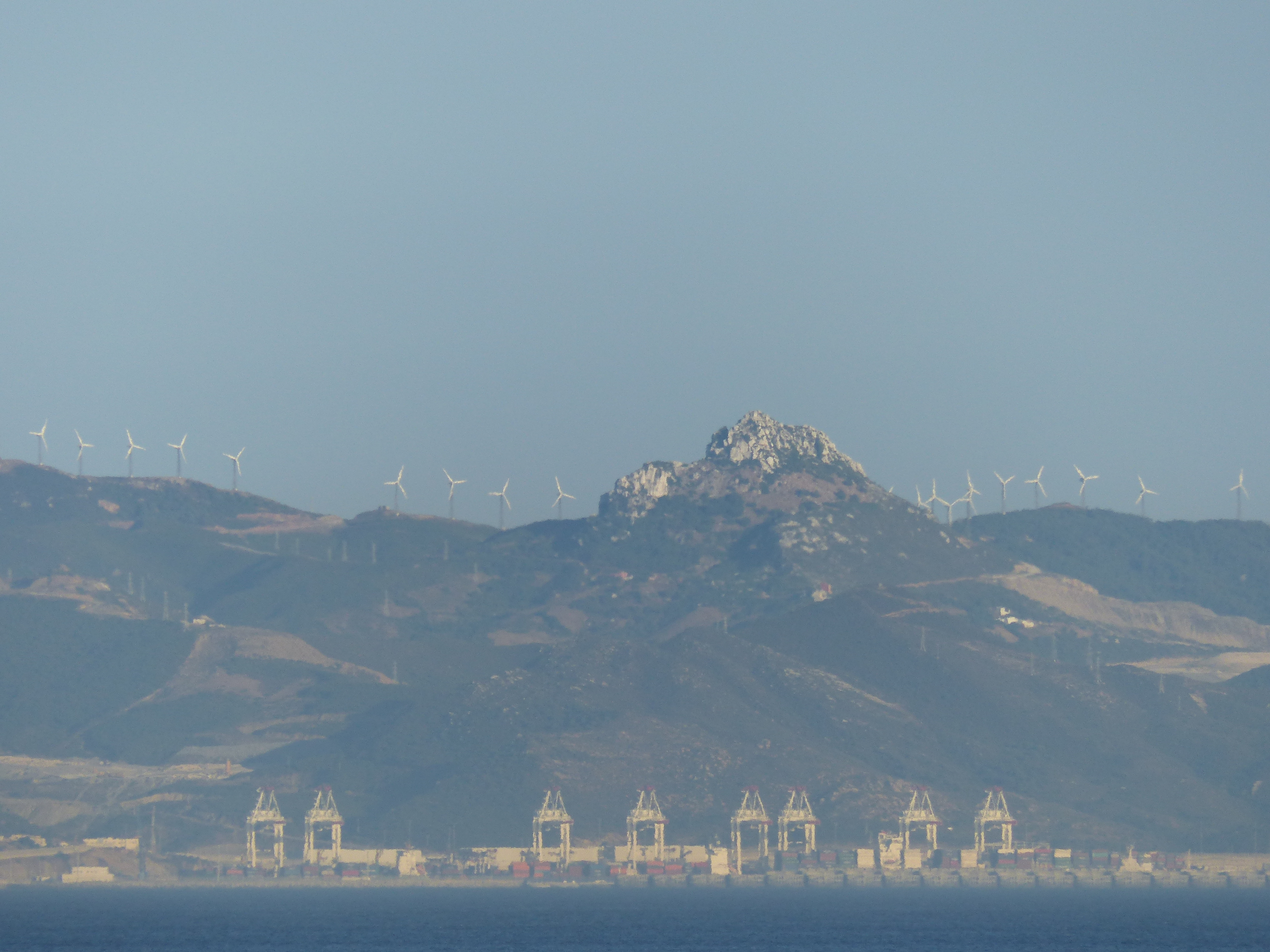
Windturbinen oberhalb des Hafens von Tanger-Med.

## Installierte Leistung und Jahreserzeugung
Im Jahre 2016 lag Marokko bzgl. der installierten Leistung mit 8.303 MW an Stelle 68 und bzgl. der jährlichen Erzeugung mit 28,75 Mrd. kWh ebenfalls an Stelle 68 in der Welt. Der Elektrifizierungsgrad lag 2013 bei 98,9 % (100 % in den Städten und 97,4 % in ländlichen Gebieten). Marokko war 2016 ein Nettoimporteur von Elektrizität; es exportierte 165 Mio. kWh und importierte 5,289 Mrd. kWh.
Laut dem Office National de l’Electricité et de l’Eau Potable (ONEE) betrug die installierte Leistung der Kraftwerke in Marokko am Ende des Jahres 2013 7.342,2 MW, davon entfielen auf kalorische Kraftwerke 5.077 MW (69,15 %), auf Wasserkraftwerke 1.770 MW (24,1 %) und auf Windkraftanlagen 495,2 MW (6,7 %). Insgesamt wurden im Jahre 2013 26,94 Mrd. kWh produziert, davon 22,48 Mrd. (83,44 %) durch kalorische Kraftwerke, 2,99 Mrd. (11,1 %) durch Wasserkraftwerke und 1,356 Mrd. (5,0 %) durch Windkraftanlagen.
Das marokkanische Verbundnetz ist seit 1997 mit dem europäischen Verbundsystem synchronisiert, als ein erstes Drehstrom-Seekabel (400 kV, 700 MW) von Spanien aus verlegt wurde. 2006 folgte ein weiteres Seekabel mit derselben Leistung, so dass die Übertragungskapazität zwischen Spanien und Marokko jetzt bei 1.400 MW liegt.

## Karte
| Afourer |

| Ahmed |

| Ain Beni |

| Akhfenir |

| Allal el Fassi |

| Al Massira |

| Al-Wahda |

| Bin El Ouidane |

| Daourat |

| El Mansour |

| Hassan I |

| Idriss I |

| Imfout |

| Jorf Lasfar |

| Mohamed V |

| Mohammedia |

| Ouarzazate |

| Oued El Mak. |

| Safi |

| Sidi Saïd |

| Tahaddart |

| Tarfaya |

| Tit Mellil |

## Kalorische Kraftwerke
| Name des Kraftwerks | Inst. Leistung (MW) | Brennstoff | Status                 |
| ------------------- | ------------------- | ---------- | ---------------------- |
| Ain Beni Mathar     | 470                 | Erdgas     | in Betrieb             |
| Jorf Lasfar         | 2.056               | Kohle      | in Betrieb             |
| Mohammedia          | 300                 | Kohle      | in Betrieb             |
| Safi                | 1.386               | Kohle      | in Betrieb (seit 2018) |
| Tahaddart           | 384                 | Erdgas     | in Betrieb             |
| Tit Mellil          | 200                 | Erdgas     | in Betrieb             |

## Sonnenwärmekraftwerke
| Name des Kraftwerks | Anlage   | Inst. Leistung (MW) | Typ                       | Status     |
| ------------------- | -------- | ------------------- | ------------------------- | ---------- |
| Ouarzazate          | Noor I   | 160                 | Parabolrinnen             | in Betrieb |
| Ouarzazate          | Noor II  | 200                 | Parabolrinnen             | in Betrieb |
| Ouarzazate          | Noor III | 150                 | Solarturm mit Heliostaten | in Betrieb |
| Ouarzazate          | Noor IV  | 72                  | Solarzellen               | in Betrieb |

## Wasserkraftwerke
Marokko verfügt über ein beträchtliches Potenzial zur Ausnutzung von Wasserkraft und zur Erhöhung deren Speicherkapazität. Das Land kürzte als eines der ersten im Nordafrika die Subventionen für fossile Brennstoffe. Im Jahr 2017 betrug die installierte Leistung 1770 MW, was ungefähr 21 % der gesamten im Land installierten Leistung entspricht. Die Jahreserzeugung aus der Wasserkraft betrug im selben Jahr 3689 GWh.
| Name des Kraftwerks | Inst. Leistung (MW) | Fluss       | Status     |
| ------------------- | ------------------- | ----------- | ---------- |
| Ahmed Afourer       | 465                 |             | in Betrieb |
| Ahmed el Hansali    | 92                  | Oum er-Rbia | in Betrieb |
| Allal el Fassi      | 240                 | Sebou       | in Betrieb |
| Al-Wahda            | 240                 | Ouergha     | in Betrieb |
| Al Massira          | 128                 | Oum er-Rbia | in Betrieb |
| Bin El Ouidane      | 135                 | El Abid     | in Betrieb |
| Daourat             | 17                  | Oum er-Rbia | in Betrieb |
| El Mansour Eddahbi  | 10                  | Wadi Draa   | in Betrieb |
| Hassan I            | 67,2                | Lakhdar     | in Betrieb |
| Idriss I            | 40                  | Sebou       | in Betrieb |
| Imfout              | 32                  | Oum er-Rbia | in Betrieb |
| Mohamed V           | 23                  | Moulouya    | in Betrieb |
| Oued El Makhazine   | 36                  | Oued Loukos | in Betrieb |
| Sidi Saïd Maâchou   | 20,8                | Oum er-Rbia | in Betrieb |

1. ↑  Es handelt sich um ein Pumpspeicherkraftwerk.

## Windenergie
Im Marokko waren Ende 2024 Windkraftanlagen (WKA) mit einer Gesamtleistung im Bereich von 2.128 MW (laut IRENA) und 2.368 MW (laut GWEC) in Betrieb. Ende 2019 waren es 1.200 MW gewesen. Ende 2023 waren es 1.858 MW (laut IRENA) bis 1.898 MW (laut GWEC) gewesen. Mit Stand Dezember 2018 sind in Marokko 16 Windparks mit einer Gesamtleistung von 1344 MW erfasst (z. T. handelt es sich dabei aber entweder um einzelne WKA oder um geplante Windparks).
| Name des Windparks | Inst. Leistung (MW) | Anzahl | Status     |
| ------------------ | ------------------- | ------ | ---------- |
| Akhfenir           | 200                 | 117    | in Betrieb |
| Sendouk            | 65                  |        | in Betrieb |
| Tanger             | 140,25              | 165    | in Betrieb |
| Tarfaya            | 301,3               | 131    | in Betrieb |
| Tarfayer           | 65                  |        | in Betrieb |